# Wim van Nuland
Wim van Nuland, pseudoniem van pater W.C. (Michael) Möhlmann O.P. (1 december 1911 - 7 oktober 1969) was een Nederlands missionaris en schrijver, werkzaam op de Nederlandse Antillen.
Möhlmann werkte van 1939 tot 1969 op Curaçao als r.k. geestelijke, en schreef talrijke artikelen en werken over levensvragen, zoals Het spiegelbeeld van de Antillen (1961). Hij publiceerde verhalen en realistische zedenschetsen in de Antilliaanse tijdschriften De Stoep, Lux en Antilliaanse Cahiers. Hij geldt met zijn ‘Curaçaose portretten’ als een van de belangrijkste prozaschrijvers van deze tijdschriften. Hij schreef ook religieus toneel.

## Overige publicaties
- Kerstmis op niemandsland (1943)

## Over Wim van Nuland
- Profiel bij de Digitale Bibliotheek voor de Nederlandse Letteren (dbnl)
  - Wim Rutgers over Van Nuland
- Virtual International Authority File (VIAF): 290001914

- Digitale Bibliotheek voor de Nederlandse Letteren: nula001
- International Standard Name Identifier: 0000 0003 9532 4528
- Nederlandse Thesaurus van Auteursnamen: 148387748
- Virtual International Authority File: 290001914
- WorldCat: E39PBJdMfjXfCKyPCcgpw3JqwC